# Раби Аблак
Раби Аблак (ар: ربيع الأبلق Rabi' al-Ablaq) марокански је новинар, и један од заточених чланова покрета Хирак Риф, познат по свом учешћу у вишеструким штрајковима глађу у знак протеста против нехуманих услова заточења и нечовечног поступања.
Неки од његових штрајкова глађу трајали су више од 40 дана; а као резултат тога, неколико пута је одведен у болницу на лечење. Кумулативно трајање његових спорадичних штрајкова глађу премашило је 284 дана.

## Каријера
Раби Аблак је био дописник онлајн портала Бадил, којег је основао ухапшени новинар Хамид ел Махдави, у граду ел Хусима, где је учествовао у народном покрету Риф заједно са низом јавних личности као што је Насер Зефзафи.
Раби је ухапшен 28. маја 2017. у граду ел Хусима. Према подацима Амнести Интернешонала, тврдио је да је био мучен након хапшења. Осуђен је на пет година затвора у затвору Тангер II. Дана 6. септембра 2019. године, започео је нови штрајк глађу.